# ウィル・ヴォークス
1. ロザラム在籍時
2. カーディフ・シティ在籍時
3. シェフィールド・ウェンズデー在籍時

ウィル・ヴォークス（Will VAULKS、1993年9月13日 - ）はウェールズのサッカー選手。ポジションはMF。

## 経歴
ニューカッスル・ユナイテッドFCのファンである。2003年3月に9歳でトレンメア・ローヴァーズFCに加入した。
2012年8月、ワーキントンAFCに期限付き移籍で加入した。
2013年2月、フォルカークFCに加入した。2014年1月にはブラックバーン・ローヴァーズFCのトライアルを受けた。
2016年7月22日、ロザラム・ユナイテッドFCと3年半契約を結び、フットボールリーグに復帰した。
2019年6月27日、カーディフ・シティFCと3年契約を結んだ。
2022年6月21日、シェフィールド・ウェンズデイFCに移籍した。
2024年6月11日、オックスフォード・ユナイテッドFCに移籍した。

### 代表歴
母親がウェールズ出身であるため、ウェールズ代表に招集される権利を保有していた。2019年3月、代表監督であったライアン・ギグスによって招集され、トリニダード・トバゴ代表戦で代表デビューを果たした。